# Fantômas contre Scotland Yard
Fantômas contre Scotland Yard is een Franse komedie / misdaad film uit 1967, met opnieuw Jean Marais als Fantômas en Louis de Funès als politiecommissaris Paul Juve in de hoofdrollen. De film werd geregisseerd door André Hunebelle en was een vervolg op zijn Fantômas se déchaîne uit 1965.

## Verhaal
In dit laatste deel van de Fantômas-trilogie, steekt Commissaris Juve het kanaal over, want Fantômas heeft zijn activiteiten naar Engeland verplaatst. Fantômas heeft het gemunt op de rijke Britten. Indien zij hem niet betalen, zal hij hen vermoorden. Lord McRashley, een van de rijke Britten die door Fantômas bedreigd wordt, heeft Fandor en Juve uitgenodigd in zijn kasteel. Hier heeft hij een val opgezet om Fantômas te vangen, maar opnieuw dreigt het plan te mislukken door toedoen van commissaris Juve.

## Cast
| Acteur               | Personage           | Opmerking |
| -------------------- | ------------------- | --------- |
| Jean Marais          | Fantômas            |           |
| Jean Marais          | Fandor              |           |
| Raymond Pellegrin    | Fantômas            | Stem      |
| Louis de Funès       | Commissaris Juve    |           |
| Mylène Demongeot     | Hélène Gurn         |           |
| Jean-Roger Caussimon | Lord McRashley      |           |
| Henri Serre          | André Berthier      |           |
| Robert Dalban        | de krantendirecteur |           |